# William Henry Elder

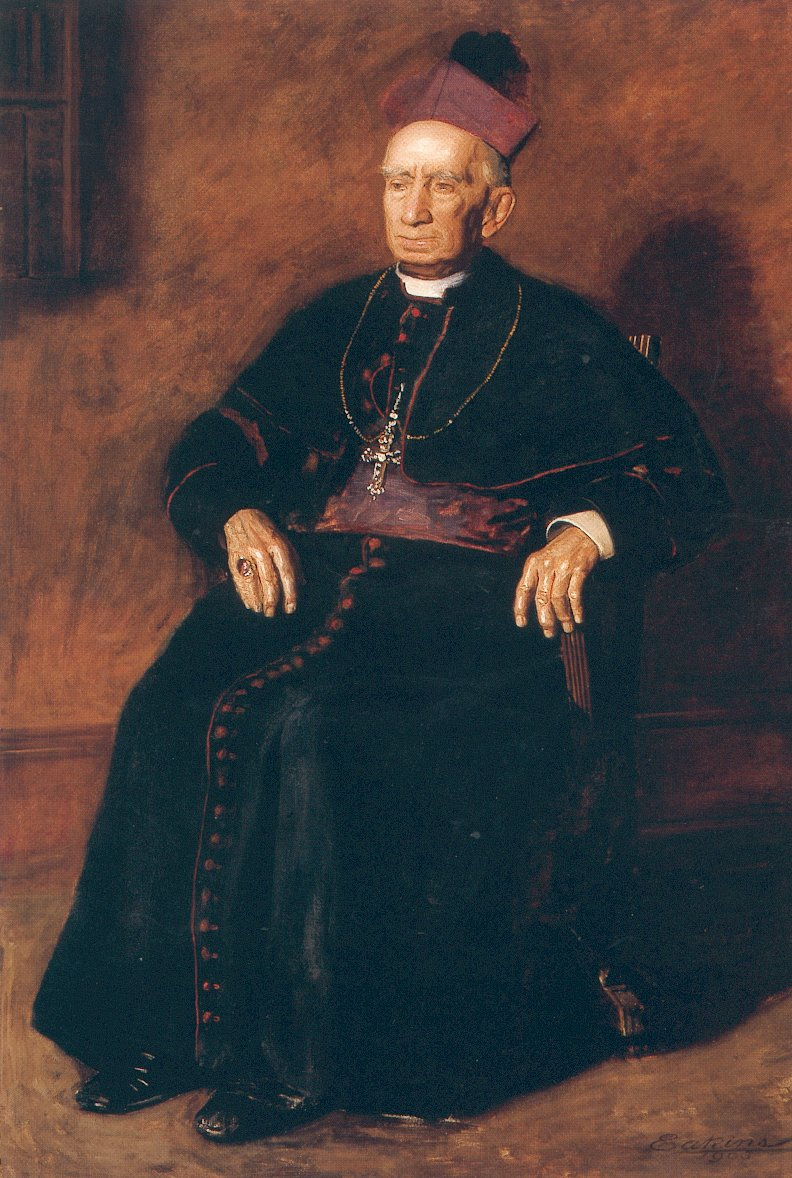
William Henry Elder

William Henry Elder (* 22. März 1819 in Baltimore, Maryland; † 31. Oktober 1904) war ein US-amerikanischer Bischof der Römisch-katholischen Kirche.
Er war Sohn von Basil Elder sowie Miles Elder, geborene Snowden, Enkel von Thomas Elder und Nachfahre von William Elder (1681–1714), einem katholischen Einwanderer aus England. Seine Großmutter war Elisabeth Spalding. Dadurch ist er ein Cousin von Caterine Spalding, der Mitgründerin der Sisters of Charity of Nazareth.
Ab 1831 besuchte er das Mount St. Mary’s College in Emmitsburg, welches von John Baptist Purcell, dem späteren zweiten Bischof von Cincinnati, geleitet wurde. 1837 schloss er die Schule ab und trat in das St. Mary’s Seminary ein. 1842 wurde er an das Pontificio Collegio Urbano de Propaganda Fide geschickt und schloss dort mit dem Doktorat ab.
Am 29. März 1846 wurde er Priester für das Erzbistum Baltimore und kehrte als Professor an das St. Mary’s Seminary zurück.
Papst Pius IX. ernannte ihn am 9. Januar 1857 als Nachfolger des verstorbenen James Oliver Van de Velde zum Bischof von Natchez. Francis Patrick Kenrick, Erzbischof von Baltimore, spendete ihn am 3. Mai 1857 in Baltimore die Bischofsweihe. Mitkonsekratoren waren John McGill, Bischof von Richmond, und James Frederick Wood, Koadjutorbischof von Philadelphia. Sein Bistum umfasste den ganzen Bundesstaat Mississippi. Während des Amerikanischen Bürgerkrieges hatte er einige Konflikte mit dem Militär und kam einige Wochen in das Gefängnis in Vidalia. Er nahm am Ersten Vatikanischen Konzil als Konzilsvater teil.
Nachdem er sich mit Gelbfieber infiziert hatte, nahm Papst Leo XIII. am 13. Juli 1878 seinen Rücktritt als Bischof von Natchez an und ernannte ihn zum Titularbischof von Hauara. Am 30. Januar 1880 ernannte Leo XIII. ihn zum Koadjutorerzbischof von Cincinnati. Am 4. Juli 1183 starb John Baptist Purcell und er folgte ihm als Erzbischof von Cincinnati nach. Damals hatte das Bistum finanzielle Schwierigkeiten. Er eröffnete das seit 1879 geschlossene Mount Saint Mary Seminar 1887 wieder. Er starb 1904 an der Grippe und wurde auf dem St. Joseph Cemetery in Cincinnati bestattet.
Die Elder High School in Cincinnati ist nach ihm benannt.